# Edwin Schwarz
Edwin Schwarz (* 13. September 1994) ist ein deutscher Fußballspieler.

## Karriere
Er begann mit dem Fußballspielen in der Jugend des FC Bayern München. Für seinen Verein bestritt er 13 Spiele in der B-Junioren-Bundesliga und 41 Spiele in der A-Junioren-Bundesliga, bei denen ihm insgesamt fünf Tore gelangen. Im Sommer 2013 wurde er in den Kader der zweiten Mannschaft in der Regionalliga Bayern aufgenommen. Am Ende der Spielzeit 2013/14 wurde er mit seiner Mannschaft Meister, scheiterte aber in den Aufstiegsspielen zur 3. Liga am SC Fortuna Köln. Im Sommer 2015 wechselte er in die Regionalliga West zum FC Viktoria Köln. Nach zwei Spielzeiten, dem Meistertitel in der Spielzeit 2016/17 und dem abermaligen Scheitern in den Aufstiegsspielen, diesmal gegen den FC Carl Zeiss Jena, schloss er sich im Sommer 2017 den Stuttgarter Kickers in der Regionalliga Südwest an. Im Sommer 2018 wechselte er zurück in die Regionalliga Bayern und schloss sich der SpVgg Bayreuth an und verlängerte dort seinen Vertrag mehrfach, zuletzt im Mai 2021.
Am Ende der Spielzeit 2021/22 gelang ihm mit seiner Mannschaft der Aufstieg in die 3. Liga. Dadurch verlängerte sich sein Vertrag um ein weiteres Jahr. Seinen ersten Profieinsatz hatte er am 23. Juli 2022, dem 1. Spieltag, als er bei der 0:1-Auswärtsniederlage gegen den FC Ingolstadt 04 in der Startformation stand. Im Sommer 2023 hat er seinen Vertrag in Bayreuth trotz des Abstiegs in die Regionalliga erneut verlängert.

## Erfolge
FC Bayern München II
- Meister der Regionalliga Bayern: 2013/14

FC Viktoria Köln
- Meister der Regionalliga West: 2016/17

SpVgg Bayreuth
- Meister der Regionalliga Bayern und Aufstieg in die 3. Liga: 2021/22